# Station Frankfurt (Main) Lokalbahnhof
Frankfurt (Main) Lokalbahnhof is een station in de Duitse stad Frankfurt am Main. Het station is gelegen in het stadsdeel Sachsenhausen. De S-Bahn-lijnen S3, S4, S5 en S6 stoppen hier.
Het station ligt aan de ondergrondse S-Bahnverbinding City-Tunnel Frankfurt. Na het station leidt de tunnel terug naar de oppervlakte. De lijnen S3, S4, S5 en S6 rijden verder naar het Frankfurt (Main) Süd. Bovengronds lopen de lijnen 14, 15 en 16 van de tram van Frankfurt.

## Lokalbahnhof

### Naam
De naam van het station gaat terug op de oude Frankfurt-Offenbacher Lokalbahn, die van 1848 tot 1955 zijn Frankfurt-eindpunt, het "Lokalbahnhof", in de buurt had - met onderbrekingen aan het einde van de Eerste en Tweede Wereldoorlog.

### Station
In 1990 werd het S-Bahn-station gebouwd. Het ligt ongeveer 250 meter ten zuiden van de voormalige locatie van het historische plaatselijke treinstation en het huidige tramstation. Het wordt bediend door de S-Bahn-lijnen die vanuit het stadscentrum in de richting van het Südbahnhof (S3 – S6) komen.
Een curiositeit is dat in dit S-Bahn-station, genoemd naar het voormalige station van de lokale spoorlijn die naar Offenbach am Main leidt, alle S-Bahn-lijnen van de City Tunnel stoppen, met uitzondering van die naar/via Offenbach.
Messe · Galluswarte · Hauptbahnhof · Taunusanlage · Hauptwache · Konstablerwache · Ostendstraße · Lokalbahnhof · Südbahnhof · Mühlberg · Westbahnhof · Flughafen Fernbahnhof · Flughafen Regionalbahnhof